# Довгоносик бульбочковий смугастий
 Довгоносик бульбочковий смугастий (Sitona lineatus Germ.) — жук родини довгоносиків. Шкідник культур з родини бобових. Личинка розвивається у ґрунті і виїдає вміст бульбочок на корінцях цих рослин.

## Основні ознаки[2][3]
- жук завдовжки 3–5 мм;
- передньоспинка має найбільшу ширину позаду середини;
- голова вкрита лусочками серед яких стирчать щетинки;
- антени булавоподібні, семичленикові.
- забарвлені лусочки утворюють на передньоспинці й надкрилах повздовжні смуги (видова назва lineatus якраз і означає «лінійчастий»).
- стегна темні, гомілки руді.

## Поширення
Вид поширений по всій Палеарктиці, за винятком Крайньої півночі. Ареал його включає всю територію України.

## Спосіб життя
Зимують на стадії імаго, звичайно у Біотопах, де ростуть багаторічні бобові. Жуки знаходяться у діапаузі в підстилці з рослинних решток або у верхньому шарі ґрунту.
Активні жуки з'являються у природі навесні. Коли повітря прогріється вище +13°С, вони розлітаються на новій ділянки, де ростуть кормові рослини: культивовані (горох, квасоля, еспарцет, віка, люпин, боби, люцерна, конюшина, сочевиця) і дикорослі бобові (буркун, чина та інші).
У цей період жуки по силенно харчуються листям, стають статевозрілими, паруються і відкладають у ґрунт яйця. Максимальна зареєстрована плодючість самки перевищує 2800 яєць. Розвиток зародка триває приблизно тиждень. Після виходу з яйця, личинки знаходять корінці кормових рослин і виїдають на них вміст бульбочок. При цьому личинки віддають перевагу гороху та віці Одна личинка за життя (30–40 днів) знищує 3–5 бульбочок.
Протягом червня відбувається заляльковування у ґрунті. Через 9–13 діб з лялечки виходить імаго нового покоління. Попервах їх покриви м'які, але поступово вони тверднуть. Після повного затвердіння жуки входять на поверхню ґрунту відшукуються бобові-багаторічники і посиленно харчуються на них. У серпні–вересні жуки ховаються на зимівлю.

## Значення у природі та житті людини
Подібно до інших біологічних видів, довгоносик бульбочковий смугастийє невід'ємною ланкою природних екосистем, споживаючи рослинні тканини і стаючи здобиччю тварин — хижаків та паразитів. Однак на посівах бобових жуки завдають чималої шкоди, особливо, коли їх чисельність і щільність досягає значних величин.
Для зниження шкодочинності жуків після викошування однорічних бобових на сіно й силос, а також після збирання врожаю зернобобових проводять оранку ґрунту. Однорічні бобові бажано сіяти у віддаленні від багаторічних, аби перешкодити міграціям жуків. У разі високої чисельності комах проти них застосовують інсектициди.